# شهرستان استانتون (نبراسکا)
شهرستان استانتون، نبراسکا (به انگلیسی: Stanton County, Nebraska) یک سکونتگاه مسکونی در ایالات متحده آمریکا است که در نبراسکا واقع شده‌است.

## خصوصیات
شهرستان استانتون ۱٬۱۱۶٫۲۹ کیلومترمربع مساحت دارد.